# Les Coulisses de l'éternité
Les Coulisses de l'éternité est le 13e épisode de la saison 3 de la série télévisée Angel.

## Synopsis
Angel invite toute son équipe à l'opéra voir un ballet classique, Giselle, qu'il a déjà vu en 1890, interprété par la même compagnie. Au cours d'une conversation, Cordelia en vient à penser que Fred a des sentiments pour Wesley, alors qu'en réalité la jeune femme parle de Gunn, et va encourager Wesley à parler à Fred. De son côté, Lorne encourage Angel à déclarer ses sentiments pour Cordelia. Durant la représentation, Angel a la surprise de constater que rien n'a changé depuis qu'il a vu ce ballet interprété il y a plus de 100 ans et il reconnaît même les danseurs. Lors de l'entracte, il en informe le groupe et part enquêter avec Cordelia dans les coulisses. Dans les vestiaires des ballerines, Angel et Cordelia sont possédés par des esprits amoureux l'un de l'autre mais arrivent à se libérer de leur emprise. Ils se font néanmoins à nouveau posséder volontairement et apprennent qu'il s'agit des esprits de la danseuse-étoile de la compagnie et de son amant.
Le directeur de la compagnie, le comte Kurskov, envoie ses sbires démoniaques stopper Angel et son équipe et un combat éclate entre eux et Wesley, Gunn et Fred. Gunn est blessé et Fred, croyant que sa blessure est grave, se laisse aller à ses sentiments; tous deux s'embrassent sous les yeux de Wesley, déconfit. L'équipe se retrouve dans les coulisses et en vient à la conclusion que le comte Kurskov, un sorcier qui a découvert que sa danseuse-étoile était amoureuse d'un autre homme, a lancé un sortilège pour la forcer à danser éternellement pour lui seul. Angel persuade la danseuse-étoile de changer sa façon de danser pour rompre le sortilège et part confronter le comte, détruisant finalement le médaillon qui contenait le sortilège. Alors que le groupe rentre à l'hôtel Hypérion, Angel commence à réaliser la profondeur de ses sentiments pour Cordelia mais a la surprise de trouver le Groosalugg, qui a quitté Pylea pour retrouver Cordelia. Tous les deux s'embrassent passionnément, au grand désarroi d'Angel.

## Production
L'épisode a été en partie tourné à l'Orpheum Theatre de Los Angeles. L'idée d'écrire un épisode centré sur un ballet est venue à Joss Whedon quand il a appris qu'Amy Acker avait étudié la danse classique pendant toute sa jeunesse. Paradoxalement, la scène où Amy Acker danse sur scène avec Alexis Denisof, lors d'un fantasme de Wesley pendant la représentation, a été coupée car Whedon estimait que la performance loufoque de Denisof comme danseur ne cadrait pas avec le reste de l'épisode. Cette scène figure néanmoins dans les bonus du DVD de la saison 3 de la série. Summer Glau, qui interprète la danseuse étoile, a également été ballerine et tournera par la suite à nouveau avec Whedon pour les séries Firefly et Dollhouse.

## Statut particulier de l'épisode
Il a été nommé au prix Hugo 2003 dans la catégorie des meilleurs épisodes de séries télévisées. Daniel Erenberg, du site Slayage, évoque un épisode qui « se concentre sur les relations entre les personnages » et qui « traite avec brio du triangle amoureux entre Wesley, Gunn et Fred ». Carley Tauchert, du site Den of Geek, le classe à la 2e place des meilleurs épisodes de la série. Samuel Roberts, du magazine SciFiNow, le classe à la 6e place des meilleurs épisodes de la série, soulignant que les relations entre les personnages sont « un thème sous-jacent parfaitement intégré dans l'imagerie étrange de l'épisode ». Noel Murray, du site A.V. Club, évoque un épisode à la fois « amusant et imaginatif qui utilise son préambule et son cadre théâtral pour filmer des émotions et des thèmes forts » ainsi qu'un « concept diaboliquement astucieux » de Joss Whedon. Pour Ryan Bovay, du site Critically Touched, qui lui donne la note de A-, cet épisode « extrêmement intéressant baigne dans une atmosphère fantastique et a en son centre un mystère à l'ancienne qui conduit à un final imprévisiblement touchant ». Nikki Stafford estime que l'épisode est « magnifiquement réalisé » et qu'il bénéficie de l'une des meilleures interprétations d'ensemble de la série, la palme revenant à Alexis Denisof.

## Distribution

### Acteurs crédités au générique
- David Boreanaz : Angel
- Charisma Carpenter : Cordelia Chase
- Alexis Denisof : Wesley Wyndam-Pryce
- J. August Richards : Charles Gunn
- Amy Acker : Winifred « Fred » Burkle

### Acteurs crédités en début d'épisode
- Andy Hallett : Lorne
- Mark Harelik : le comte Kurskov

### Acteurs crédités en fin d'épisode
- Mark Lutz : Groosalugg
- Summer Glau : la ballerine